# Inchcape

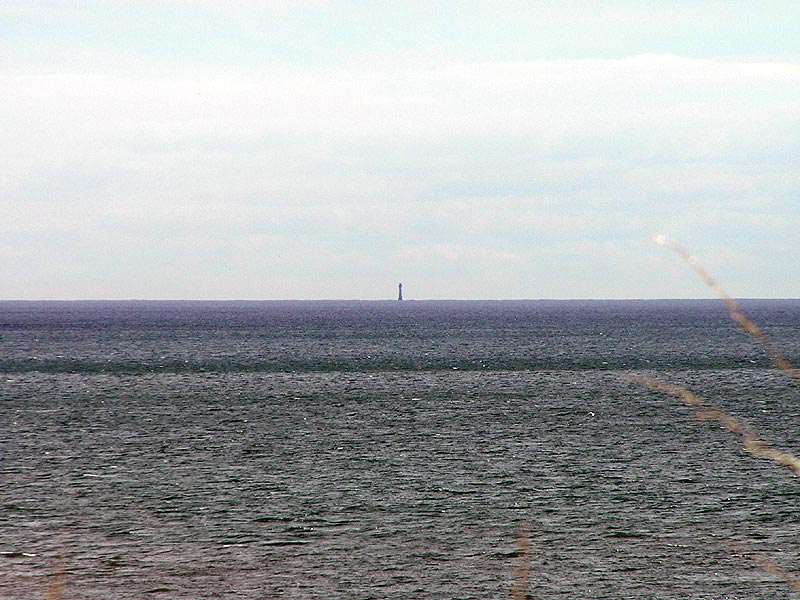
El far de Bell Rock, situat sobre Ichcape o Bell Rock vist des de la localitat de Auchmithie.

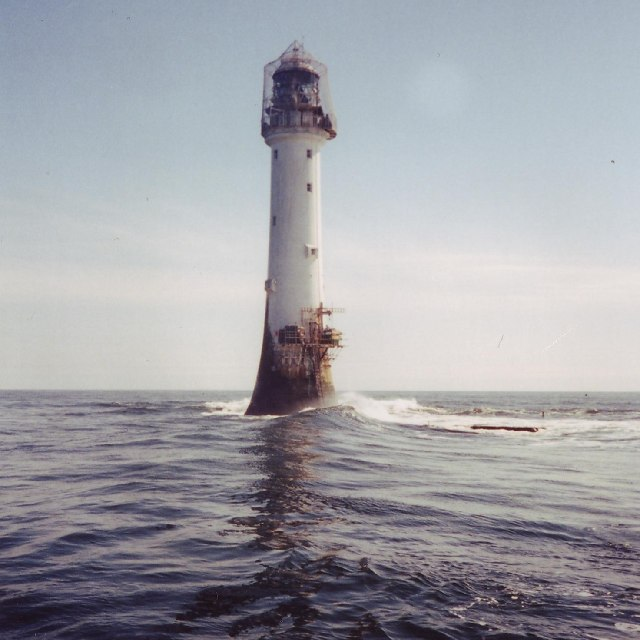
Far de Bell Rock

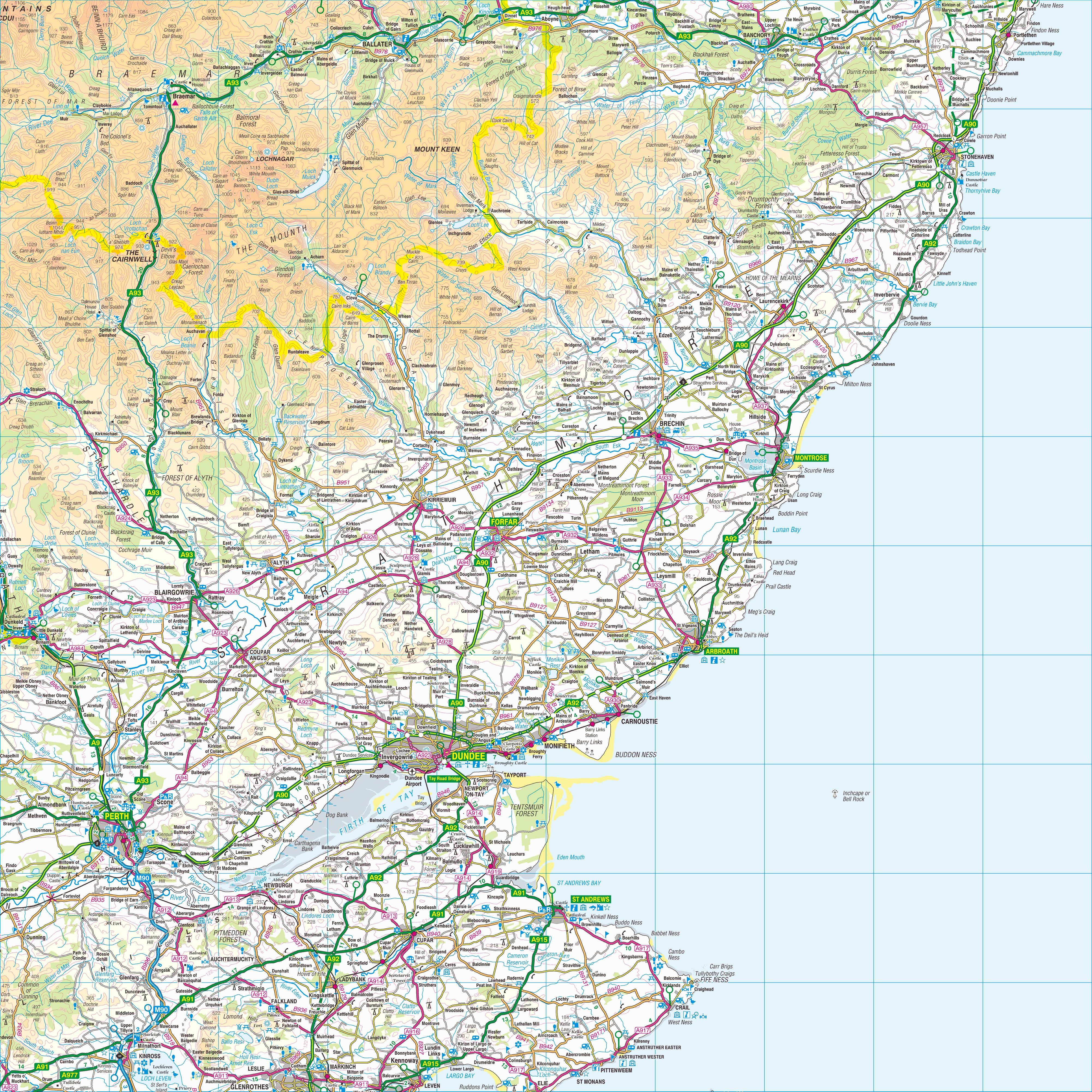
Mapa d'Escòcia en el qual en la cantonada inferior dreta ve indicada la posició de Inchcape o Bell Rock.

Inchcape, també coneguda com a Bell Rock, és un escull a la costa oriental d'Escòcia que dista 18 km d'Arbroath en el consell (en anglès: council area) d'Angus, en l'entrada del fiord de Tay.
El nom prové del gaèlic escocès Innis Sgeip, que significa illa rusc. Es coneix també com Bell Rock a causa de la llegenda que al segle xiv, l'abat d'Arbroath va col·locar una campana en l'escull, que era accionada pel mateix onatge, i que servia per avisar els navegants de la presència d'aquest. Aquesta campana va ser robada per un pirata que un any després va naufragar i va perdre la vida en aquest mateix escull, la qual cosa va ser interpretat com un càstig diví. Aquesta història va ser posteriorment utilitzada pel poeta anglès Robert Southey en el seu poema The Inchcape Rock en 1820.
L'escull té uns 420 metres de longitud, però la part que emergeix en marea baixa és d'amb prou feines 130 metres de longitud i 1,5 metres d'altura, arribant a estar submergit en marea alta a un màxim de 5 metres de profunditat. Està situat en un lloc estratègic en les concorregudes rutes de navegació cap als fiords de Tay i de Forth. Com amb prou feines emergeix en marea baixa i té molt poc calat en marea alta, sempre ha constituït un seriós perill per a la navegació produint-se nombrosos naufragis en ell.
L'últim naufragi notori va ser el del navili de línia de l'Armada britànica HMS York de 74 canons i 491 tripulants a bord, que es van perdre íntegrament, en 1804. Aquest fet va ser el que va motivar a l'enginyer Robert Stevenson a dissenyar i proposar la construcció d'un far que senyalitzés l'escull. El far, conegut com a Faro de Bell Rock, es va construir entre 1807 i 1810, entrant en funcionament l'any 1811.